# Antonio Altadill
Antonio Altadill Teixidó (Tortosa, 1828-Barcelona, 1880) fue un escritor, periodista y político español. Como novelista publicó también bajo el seudónimo de Antonio de Padua.

## Biografía
Aunque comenzó los estudios de Derecho, nunca los terminó, al sentirse más atraído por sus dos grandes vocaciones: la literatura y la política. No obstante, representa a esa pequeña burguesía decimonónica para la cual la cultura era una vía de acción política, en la misma medida en que la política era una herramienta de promoción cultural, una simbiosis que se resume en la dedicatoria que el propio Antonio Altadill puso al frente de  su alegoría teatral Lágrimas y laureles: "A Juan Prim. El último de los poetas, al primero de los soldados catalanes".

### Político y periodista
De ideas democráticas, fue un periodista de combate. En Madrid, donde residió durante el Bienio Progresista (1854-1856), fundó y dirigió El Pueblo y fue redactor de La Soberanía Nacional. De vuelta a Barcelona, fue redactor de La Discusión y El Cañón Rayado, y al comenzar el Sexenio Revolucionario (1868-1874) se incorporó a la redacción de El Estado Catalán, periódico dirigido por Valentí Almirall y vinculado al Partido Republicano Democrático Federal. Plenamente identificado con el republicanismo, tras la proclamación de la I República Española, el 11 de febrero de 1873, fue nombrado gobernador civil de las provincias de Guadalajara, primero, y de Murcia, después.

### Literato
Altadill fue uno de los escritores catalanes más destacados del siglo XIX. Como novelista, con su nombre o bajo el seudónimo de Antonio de Padua, escribió una treintena de textos de temática muy variada (Los enamorados, La semilla del bien, etc.), sobre todo novelas de ambiente bíblico que le dieron gran popularidad. En otras de sus obras dejó constancia de su ideario progresista y de su militancia republicana, como ocurre en su obra más conocida, Barcelona y sus misterios (1860), en donde mezcla retazos biográficos. También completó y editó en 1859 La bandera de la muerte, obra dejada inconclusa por su autor, Víctor Balaguer.
Asimismo, redactó en prosa varios textos de contenido político como Garibaldi en Sicilia o la unidad italiana y La monarquía sin monarca. Su teatro se enmarca en una temática costumbrista y social, con dramas como Jorge el artesano, escrita en 1854 en colaboración con Enrique Pérez Escrich, o de exaltación política, como La voz de España, que subtitula "Loa patriótica original y en verso".
Aunque federalista, siempre escribió en lengua castellana, pues su personalidad combativa le alejaba del movimiento de la Renaixença, que era fiel reflejo literario de un nacionalismo catalán romántico y, a veces, conservador.